# حالا یا هیچ‌وقت
حالا یا هیچ‌وقت (به هندی: Aar Ya Paar) فیلمی محصول سال ۱۹۹۷ و به کارگردانی کتان مهتا است. در این فیلم بازیگرانی همچون جکی شروف، دیپا ساهی، پارش راوال، ساتیش شاه، تریپل اچ، برت هارت، کوین نش ایفای نقش کرده‌اند.